# 焼津市総合グラウンド
焼津市総合グラウンド（やいづしそうごうグラウンド）は、静岡県焼津市にあるスポーツ施設。野球場、陸上競技場、サッカー場、フットサルコート、テニスコート、総合体育館（シーガルドーム）を有する。

## 設備

### 野球場

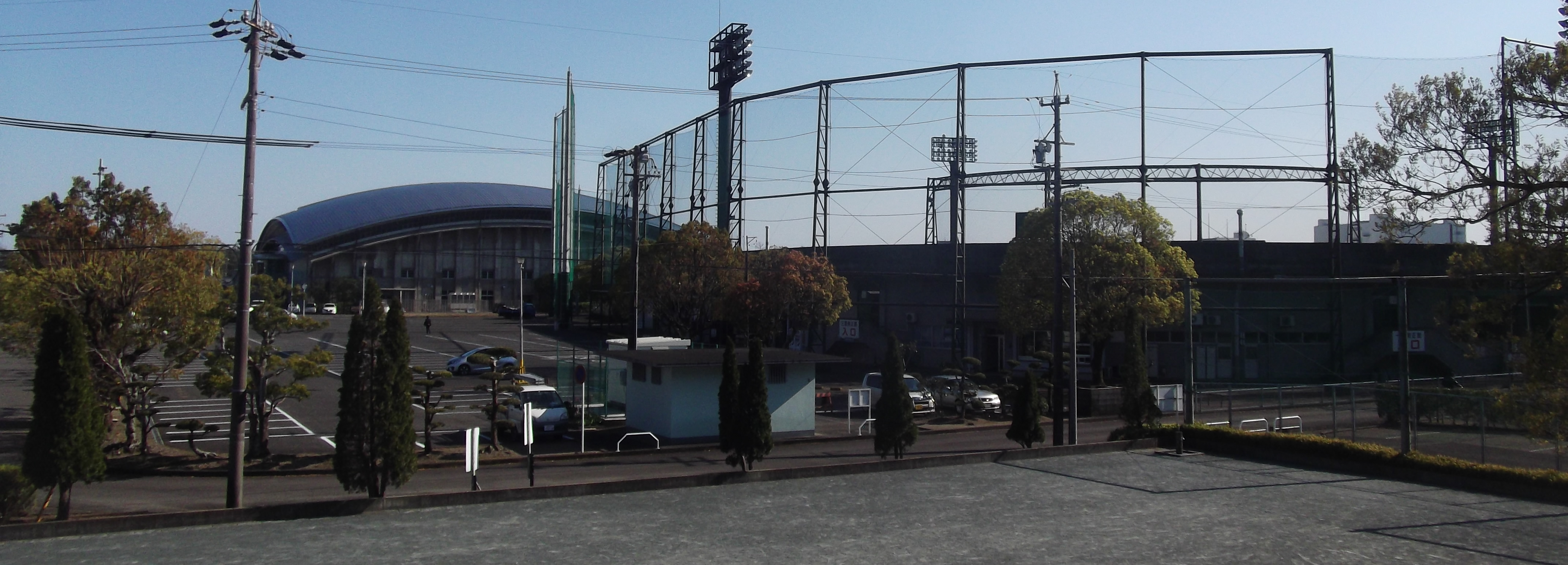
右は野球場、左奥はシーガルドーム。2019年4月撮影。

- 両翼 – 91m
- 中堅 – 115m
- 観覧スタンド – 10,000人
  - 内野 – 4,000人
  - 外野 – 6,000人
- 夜間照明 – 4基
  - バッテリー間 – 2,500ルクス

### 陸上競技場

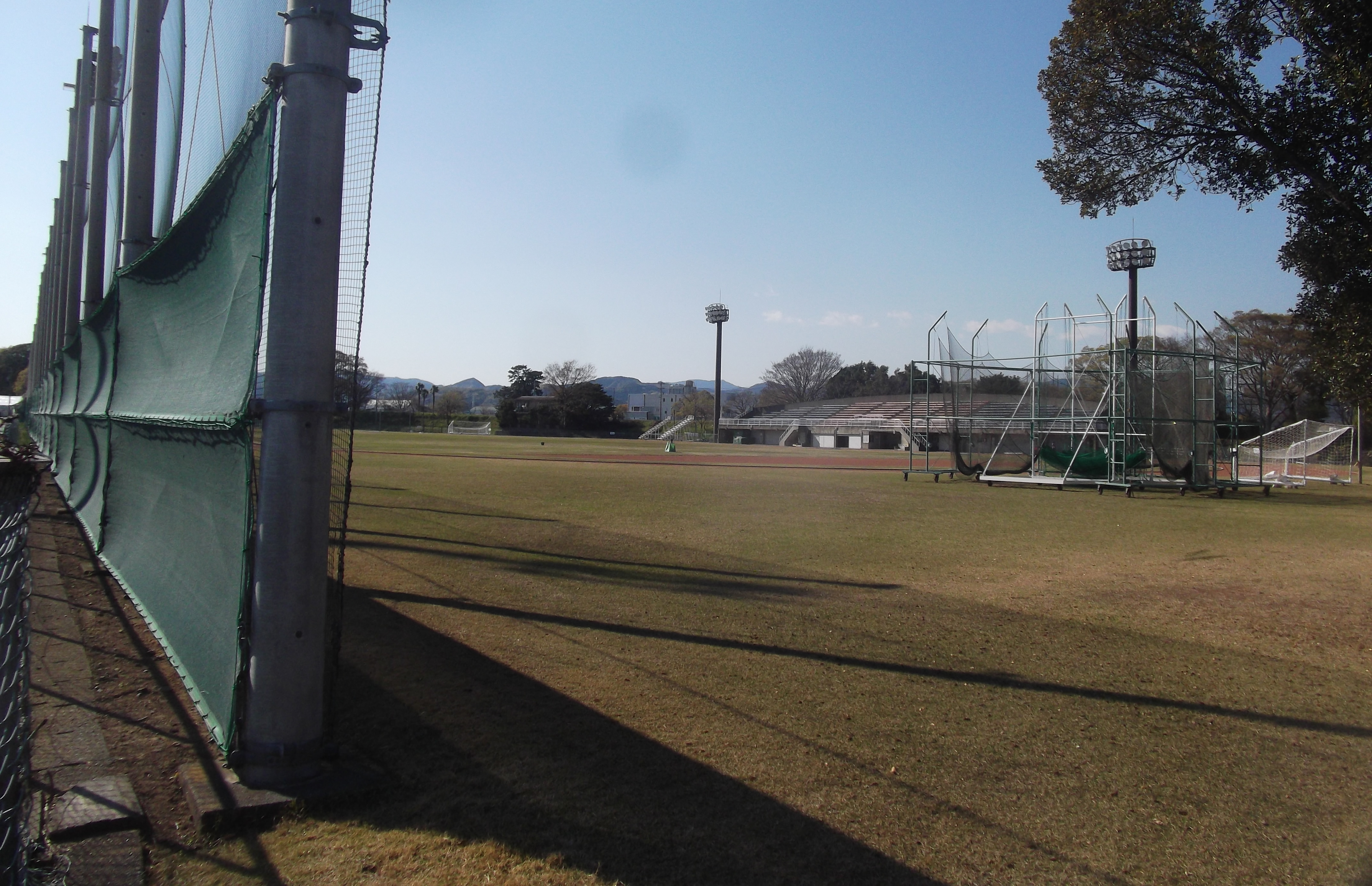
焼津市総合グラウンド陸上競技場。2019年4月撮影。

- トラック – アンツーカー舗装 (400m×6レーン)
- 観覧スタンド – 1,600人
- 夜間照明 – 4基
  - トラック – 253ルクス
  - フィールド – 331ルクス

### テニスコート
クレー・オムニ両コート各1面

### 総合体育館 (シーガルドーム)
焼津市総合グラウンド総合体育館はシーガルドームという愛称を持ち、メインアリーナ、サブアリーナ、トレーニングルーム、会議室を備える。JR東海・東海道本線焼津駅の南西（焼津市焼津）にある焼津体育館とは異なる。

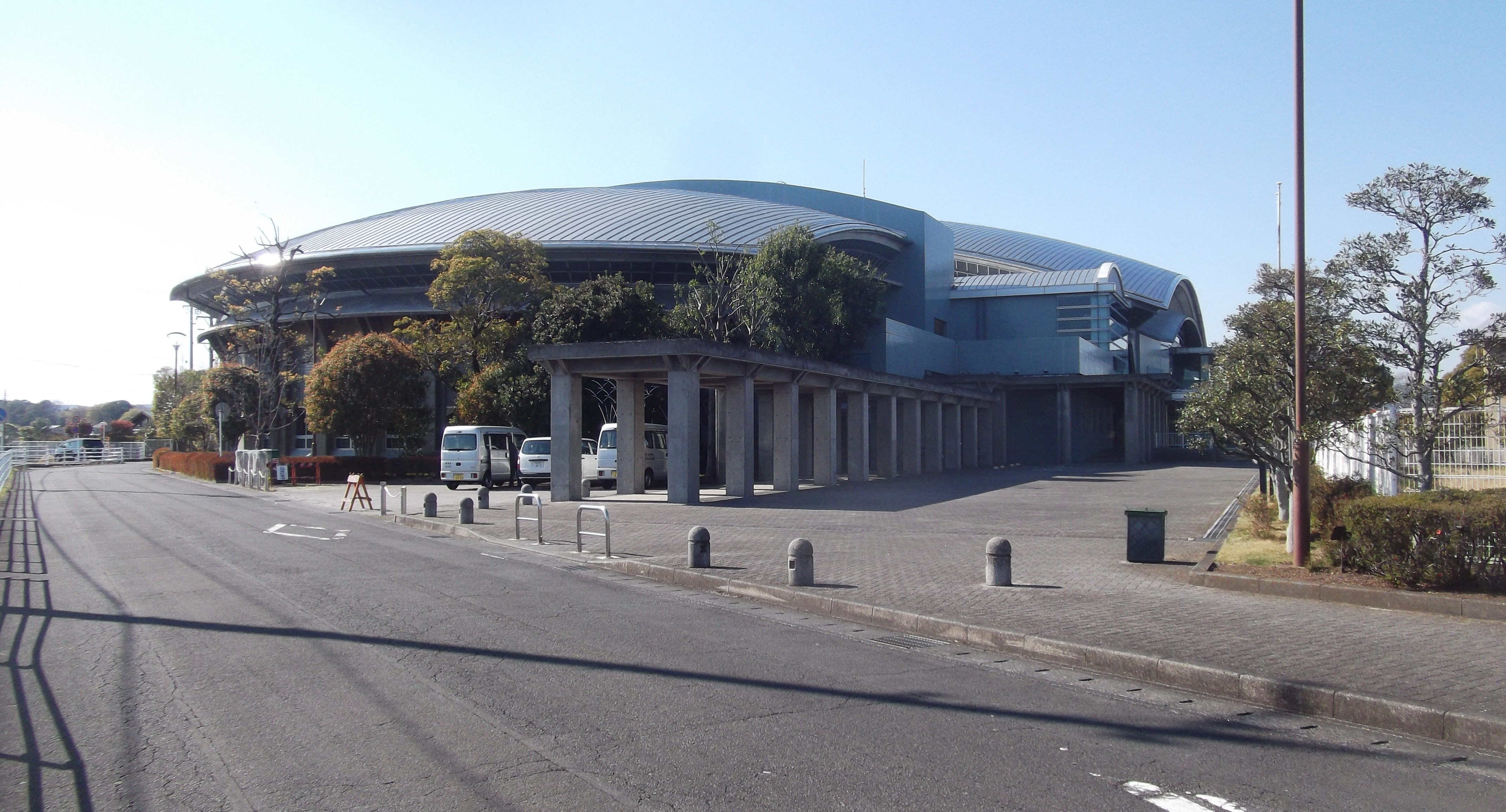

- メインアリーナ – 床面積2,160㎡
  - 観覧席 – 1,148席
- サブアリーナ – 床面積751㎡
- トレーニング室 – 床面積236㎡
- 会議室 – 床面積175㎡ (130席)

## アクセス
- JR東海・東海道本線西焼津駅より北西に徒歩5分